# 1-я чехословацкая бронетанковая бригада (Великобритания)
1-я чехословацкая бронетанковая бригада (англ. 1st Czechoslovak Armoured Brigade, чеш. 1. československa smíšena brigáda) — чехословацкое соединение, предназначенное для ведения маневренных боевых действий и созданное в Великобритании во время Второй Мировой войны.

## История
Из 1-й чехословацкой смешанной бригады и 11-го чехословацкого пехотного батальона 1 сентября 1943 года была сформирована 1-я чехословацкая бронетанковая бригада. Её возглавил генерал Алоис Личка. Бригада была включена в состав британских сил, которые должны были высадиться в Нормандии. Первоначально личный состав соединения насчитывал 4600 человек. Напряжённое обучение проводилось в области изучения управления модернизированной британской техникой. Вскоре в бригаду вступили некоторые чехословацкие пилоты, сражавшиеся ранее в Королевских ВВС во время Битвы за Британию. После этого бригада была полностью укомплектована и подготовлена к боям в конце июня 1944 года. Высадиться она должна была в августе, однако сильный ураган, который разрушил гавани в Нормандии, стал причиной для отмены движения. Союзное командование приняло решение заменить старые танки соединения на новые, плюс 40 офицеров по приказу начальства отправились в СССР, чтобы укрепить чехословацкие войска на востоке. Среди них был и Карел Клапалек, занимавший ранее пост заместителя командира бригады.
Высадка бригады началась в гавани Арроманш-Малбери в период с 29 августа по 9 сентября 1944 года. Соединение получило приказ двигаться к Дюнкерку, чтобы сменить 1-ю канадскую дивизию, которая блокировала окружённый город и его гарнизон численностью в 12 000 человек, 2000 из которых — солдаты СС. На участке в 26 км в длину и 8 км в ширину чехословацкое соединение не могло успешно наступать на численно превосходящего противника. Поэтому задачей бригады стало удерживание обороны, дабы не дать немцам выйти из окружения. В ходе боев бригада потеряла 201 человека убитыми и 461 раненными. Потом часть бригады численностью в 140 человек включили в состав американских войск. Это подразделение в основном участвовало в ремонтно восстановительных работах в германских городах. В мае 1945 года бригада передислоцировалась в Чехословакию. 12 мая 1945 года бригада, выполняя символический ритуал возвращения домой, вошла в Прагу. Потом по настоянию коммунистов 1-ю чехословацкую бронетанковую бригаду расформировали.  Её бывшие служащие продолжили службу, но в 1948 году были уволены с военной службы. Некоторые подверглись репрессиям со стороны коммунистов, а другие бежали обратно в Англию.  Были и те, кто продолжил жить в Чехословакии.

## Вооружение
Изначально в бригаде имелось следующее вооружение и снаряжение: 200 танков, 180 бронетранспортёров и тягачей, 70 орудий и миномётов и 1150 автомобилей. В конце войны в чехословацкой бригаде служили 6 300 солдат и офицеров, имевших 270 танков, 106 орудий и миномётов, 210 бронетранспортёров и тягачей, 1480 автомобилей. Всё стрелковое оружие, танки, пушки, машины и прочая техника были британскими.